# Le Petit Malin

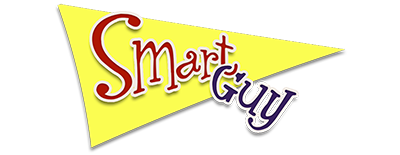
Logo de l'émission.

Le Petit Malin (Smart Guy) est une série télévisée américaine en 51 épisodes de 22 minutes créée par Danny Kallis et produite par Walt Disney Television, diffusée entre le 2 avril 1997 et le 16 mai 1999 sur le réseau The WB.
En France, elle a été diffusée sur Disney Channel. Elle reste inédite dans les autres pays francophones.
La série raconte les aventures de l'enfant génie T.J. Henderson, qui passe directement de l'école primaire au lycée. Il doit s'adapter à la vie avec des personnes plus âgées mais pas nécessairement sages du lycée - dont son frère Marcus. La série a été créée par Danny Kallis, qui cocréa plus tard la série La Vie de palace de Zack et Cody pour Disney Channel, où Le Petit Malin a été rediffusé à la suite de son annulation.

## Synopsis
T.J. Henderson (Tahj Mowry) est un jeune lycéen de Piedmont High possédant une particularité peu courante : il n'a que dix ans. Il doit faire face aux problèmes posés aux lycéens à son âge dans un grand lycée entouré de personnes bien plus âgées que lui. Comprenant tout sauf une chose : ce qui ne va pas avec son frère.
Les trois saisons narrent le quotidien de cette famille autour des aventures du jeune génie.

## Distribution

### Acteurs principaux
- Tahj Mowry (VF : Donald Reignoux) : T.J. Henderson
- Jason Weaver (VF : Charles Pestel) : Marcus Henderson
- Omar Gooding (VF : Serge Faliu) : Morris L. « Mo » Tibbs
- Essence Atkins (VF : Charlyne Pestel) : Tasha Yvette Henderson
- John Marshall Jones (VF : Bernard Métraux) : Floyd Henderson

### Acteurs récurrents
- Tinsley Grimes : Nina Walsh
- Arvie Lowe Jr. (en) : Deon
- J. D. Walsh : Mackey Nagle
- James K. Ward : M. Militich
- Dann Florek : Coach Gerber
- Kyla Pratt : Brandy Dixon

 Source et légende : version française (VF) sur RS Doublage

### Invités
Des artistes célèbres sont apparus dans certains épisodes de la série. Le plus célèbre étant sans aucun doute le groupe féminin de R&B Destiny's Child lorsqu'elles étaient encore composées des quatre membres originaux : Beyonce Knowles, Kelly Rowland, LaTavia Roberson et LeToya Luckett.
Les sœurs de Tahj Mowry, Tia et Tamera Mowry, apparaissent elles aussi.

## Épisodes

### Première saison (1997)
1. Pilot
2. The Code
3. Brother, Brother
4. Don't Do That Thing You Do
5. Lab Rats
6. A Little Knowledge
7. Baby It's You and You and You

### Deuxième saison (1997-1998)
1. Primary Brothers
2. Working Guy
3. Below the Rim
4. Dateline
5. Dumbstruck
6. Trial and Error
7. Big Picture
8. Book Smart
9. The Dating Game
10. Love Letters
11. T.J. Versus the Machine
12. Men Working Badly
13. Rooferman, Take One
14. Stop the Presses
15. Bad Boy
16. Most Hated Man on Campus
17. Goodbye, Mr. Chimps
18. Dawgburger Rebellion
19. Strangers on the Net
20. Gotta Dance
21. Something Wicked This Way Comes
22. My Two Dads

### Troisième saison (1998-1999)
1. She Got Game
2. Achy Breaky Heart
3. Love Bug
4. Henderson House Party
5. That's My Momma
6. A Beating is Fundamental
7. T.A. or Not T.A.
8. Boomerang
9. Get a Job
10. A Date with Destiny
11. Break Up Not to Make Up
12. Diary of a Mad Schoolgirl
13. Perchance to Dream
14. From A to Double D
15. Can't Buy Me, Love
16. It Takes Two
17. I Was a Teenage Sports Wife
18. Crushed
19. Cross Talk
20. The Soda Wars
21. The Graduate
22. Never Too Young

## Personnages

### Personnages principaux
- T.J. Henderson - T.J. est le personnage principal de la série et le benjamin de la famille. Il a 10 ans durant les deux premières saisons, est intelligent comme le suggère le nom de la série avec un QI de 180. Connaissant plusieurs langues et possédant une mémoire photographique[5], T.J. mène une existence paisible au lycée et est apprécié de ses camarades en s'investissant auprès de son école, si bien qu'il devient la mascotte de l'équipe de basket-ball. Il passe le plus clair de son temps avec son frère Marcus (Jason Weaver) et Mo (Omar Gooding), le meilleur ami de Marcus. Ensemble, ils vivent des moments intenses et chacun protège l'autre. T.J. joue du clavier dans le groupe de son frère durant plusieurs épisodes après que l'autre membre a cassé ses doigts dans un accident[6]. À noter que Tahj Mowry et Omar Gooding sont les seuls acteurs à ne pas apparaître dans tous les épisodes[5],[7].
- Marcus Henderson - Marcus Henderson est le grand frère de T.J. Très populaire et réagissant très bien par rapport à son jeune frère qui partage presque tous ses cours, même si des tensions arrivent de temps en temps, Marcus est un des meneurs de l'équipe de basket-ball de son école ce qui lui confère plusieurs intrigues amoureuses tout au long de la série. Son manque d'implication en cours fait qu'il possède un niveau scolaire moyen. Il est le chanteur du groupe qu'il a créé : Mackadocious.
- Morris L. « Mo » Tibbs - Mo Tibbs est un des meilleurs amis de Marcus et T.J. Dans un épisode, une révélation dévoile qu'il a été adopté et que sa mère naturelle est une riche héritière[8]. Floyd est souvent énervé par les actions de Mo comme manger sans arrêt dans leur frigo ou encore dormir dans le lit de T.J., préférant vivre ici et détestant manger dans sa propre maison. Il joue de la basse dans le groupe et est aussi un talentueux chef. Dans la série, il passe parfois pour le débile de service, avec la célèbre phrase : « Hello der ! » (prononcer « hello dare ») ce qui le rend charmant auprès de la gent féminine.
- Tasha Yvette Henderson - Yvette Henderson est la sœur aînée de Marcus et T.J. Yvette est intelligente et militante féministe. Elle possède une fausse carte d'identité disant qu'elle a 28 ans. Elle est en première dans la première saison et obtient le baccalauréat à la fin de la saison 3. Après avoir été refusée par Princeton, Yvette prévoit d'entrer à l'université de Georgetown quand la série se termine.
- Floyd Henderson - Floyd Henderson est le patriarche de la famille et possède une entreprise de toiture. Malheureusement, sa femme Christina (mentionnée dans un épisode) est morte d'une crise cardiaque. Après la perte de sa femme, il a du mal à rencontrer d'autres femmes. Sa fonction de père le force à donner de bonnes leçons de morale à tous ses enfants mais aussi à Mo.

### Autres personnages récurrents
- Nina Walsh est une des amies d'Yvette et est vue avec elle la plupart du temps. Elle est blanche et travaille dans un magasin de vente d'habits situé dans un centre commercial. Dans un épisode, elle est forcée de suivre les personnes noires du fait que sa patronne pense qu'ils pourraient voler[7]. Elle est poétique et bave sur tous les hommes mignons.
- Deon est un lycéen de Piedmont High. Son passe-temps est de prendre des photos de Marcus et Mo pour les vendre à une entreprise pour gagner de l'argent. Dans un épisode, il convainc Marcus et Mo de vendre des barres de céréales bonnes pour la santé[9]. Dans un autre, Deon a un coup de cœur pour Yvette et lui demande de l'accompagner à une soirée de danse du lycée[10].
- Mackey Nagle est un lycéen assez populaire de la classe de Marcus et Mo, essayant de s'intégrer à l'école par l'achat de nouveaux vêtements. Il rêve qu'Yvette l'embrasse depuis que cette dernière lui a raconté qu'elle avait rêvé embrasser Mo[11]. Dans un épisode, il effectue un nu-vite[12].
- M. Militich est le vice-proviseur du lycée, parfois présenté comme incompétent.
- Coach Gerber est professeur de sport du lycée. Chauve, vieillissant, s'énervant très facilement, il vient de divorcer, donne à son ex-femme 800 $ par mois et dort dans son bureau[12]. Dans un épisode, il devient professeur de mathématiques[13]. Il est mentionné qu'il a des problèmes de prostate.[réf. nécessaire]
- Brandy Dixon est une fille très douée au basket-ball de l'âge de T.J. qu'elle rencontre en salle d'arcade. Portant des habits streetwear, elle est décrite comme le stéréotype exagéré de la jeunesse noire américaine.

## Rediffusions
Trois mois après son annulation, des rediffusions ont eu lieu de septembre 1999 à septembre 2003 sur Disney Channel et en août 2004 pour le thème "Back to School". La série a été diffusée sur la chaîne canadienne Family et fait quelques apparitions sur Disney Channel au Royaume-Uni même si la diffusion n'est pas récurrente. Elle est diffusée depuis 2006 sur Disney Channel pour l'Australie et la Nouvelle-Zélande.
La série a été rediffusée aux États-Unis sur BET à partir du 6 septembre 2008.